# Aleucanitis philippina
Aleucanitis philippina là một loài bướm đêm trong họ Noctuidae.